# گوسفند جاکوب
جاکوب یک نژاد انگلیسی گوسفند اهلی است. این دو ویژگی نامعمول در گوسفند را با هم ترکیب می‌کند: رنگی تیره با نواحی پشم سفید و اغلب پلی‌سرات یا چندشاخ است. معمولاً دارای چهار شاخ است. خاستگاه این نژاد مشخص نیست. گوسفندهای چندشاخ شکسته‌رنگ در میانه سدهٔ هفدهم در انگلستان حضور داشتند و یک سدهٔ بعد به‌طور گسترده گسترش یافتند. انجمن نژاد در سال ۱۹۶۹ تشکیل شد و یک کتاب گله از سال ۱۹۷۲ منتشر شد.

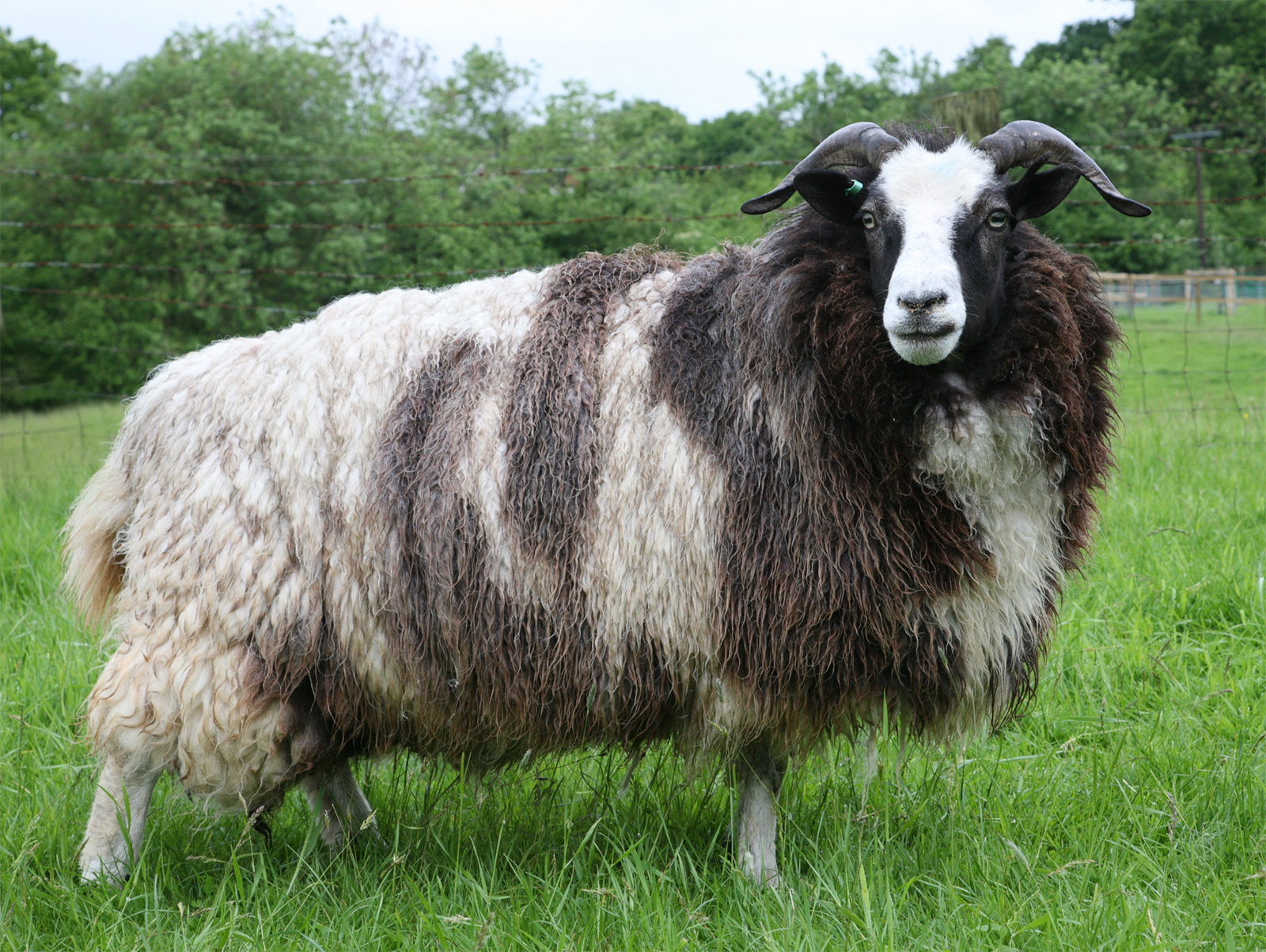
میش با پشم کامل در نزدیکی ایوهرست در ساسکس

جاکوب برای سده‌ها به عنوان یک «گوسفند پارک» نگهداری می‌شد تا املاک بزرگ زمین‌داران را تزیین کند. در دوران نوین عمدتاً برای پشم، گوشت و پوست پرورش داده می‌شود.
رنگ یاسی از تنوعی از ژن MLPHایجاد شده است.

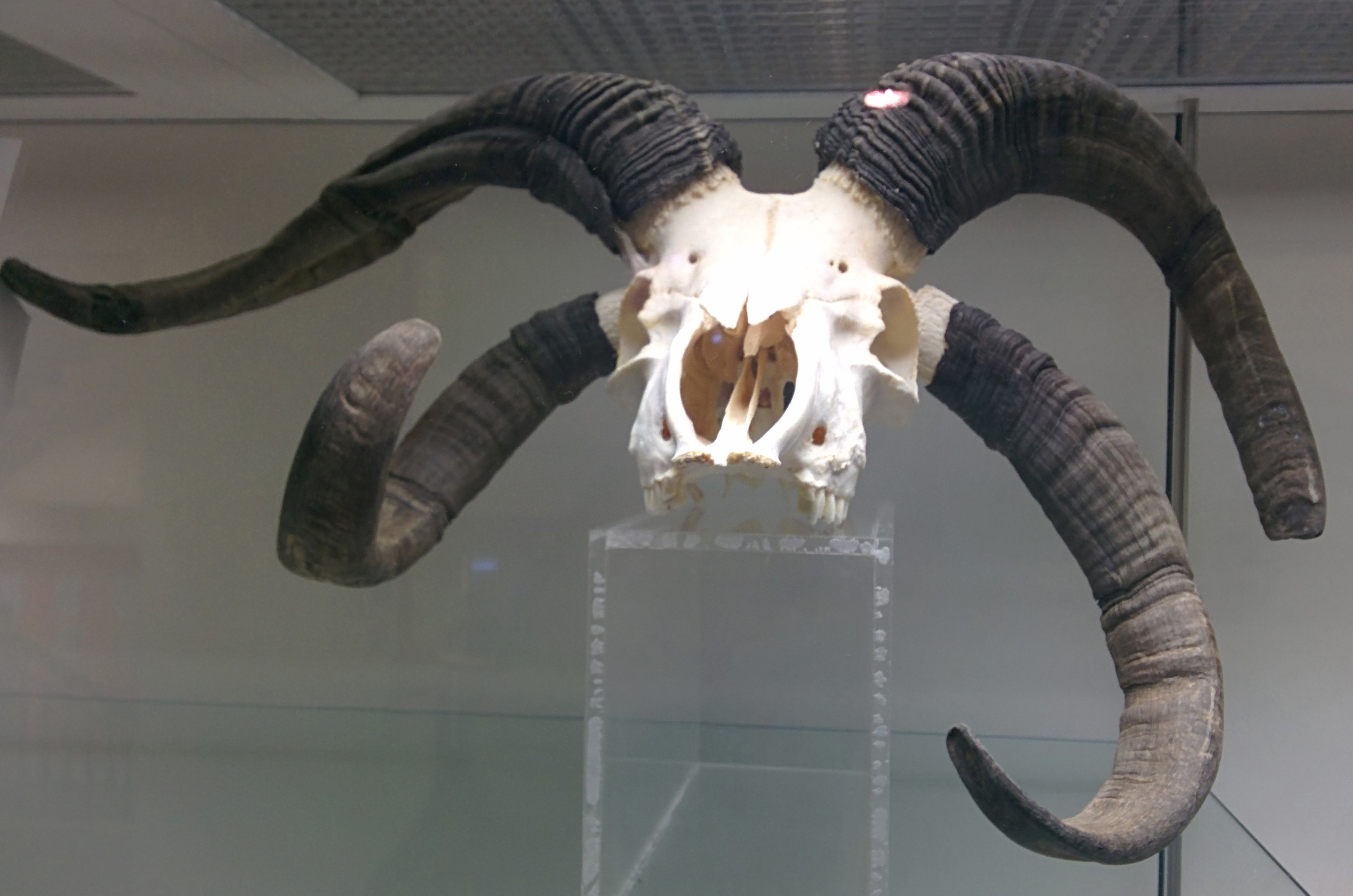
جمجمه چهارشاخ جاکوب در موزه کالبدشناسی کالج سلطنتی دامپزشکی لندن